# Schlacht um Selma
Die Schlacht um Selma am 2. April 1865 war ein Gefecht auf dem westlichen Kriegsschauplatz zum Ende des Sezessionskrieges.

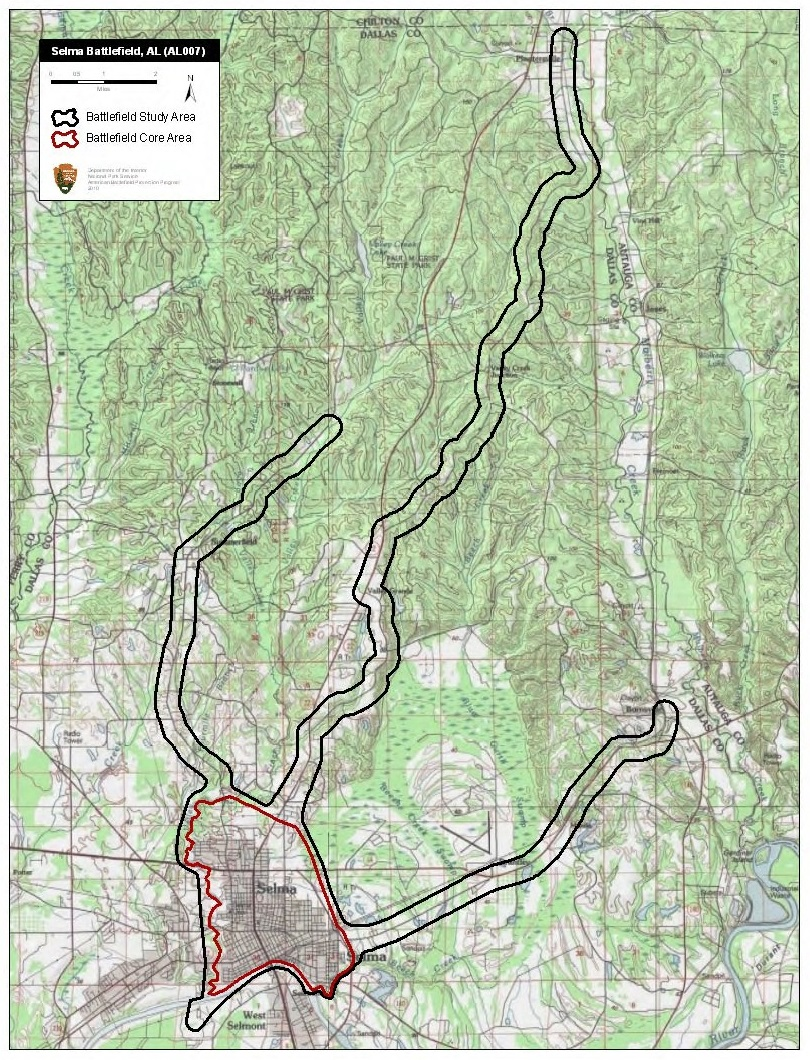
Karte des Schlachtfelds um Selma

## Ausgangslage
Die Stadt Selma in Alabama war ein wichtiges industrielles Zentrum der Rüstungsindustrie der Konföderierten. Durch die von dem Hauptkriegsschauplätzen isolierte Lage war Selmas Industrie noch unbeschädigt und zum Zeitpunkt der Schlacht eines der letzten Zentren der Rüstungsindustrie der Südstaaten.
Um die Stadt und ihre Industrie zu schützen, war bereits Monate zuvor begonnen worden, Selma mit Verschanzungen zu befestigen. Die äußeren Verteidigungslinien bestanden aus Schützengräben und Artilleriestellungen. Die inneren Befestigungsanlagen waren allerdings nicht fertiggestellt worden.
Am 22. März 1865 begannen Truppen unter Befehl von James H. Wilson eine Offensive zur Einnahme von Alabama mit Ziel Selma. Dieser vor allem mit Kavallerie durchgeführte Angriff wurde als Wilson's Raid bekannt. Wilson begann seine Operation mit 13.480 Mann, die Konföderierten verfügten zu diesem Zeitpunkt nur über etwa 5000 Soldaten in Alabama unter dem Befehl von Generalleutnant Nathan Bedford Forrest, die über den Bundesstaat verstreut waren.
Nach einem Gefecht bei Ebenezer Church wichen die Truppen der Südstaaten auf die Befestigungen von Selma aus. Am 1. April erreichten die Unionstruppen die Vororte von Selma. Die Nordstaaten hatten zu diesem Zeitpunkt einen Kurier abgefangen und kannten daher die Truppenstärke von Forrests Verbänden. Außerdem war der Ingenieur, der die Befestigungen von Selma entworfen hatte übergelaufen.

## Verlauf
Forrest verfügte nur über etwa 4000 Mann, um die Stadt zu verteidigen. Dies war unzureichend, da die Verteidigungsanlagen für eine Verteidigung mit 20.000 Soldaten angelegt worden waren. Während die Einheiten der Nordstaaten mit Spencer-Repetiergewehren ausgerüstet waren, waren die Verteidiger teilweise nur mit Musketen bewaffnet und bestanden zu einem erheblichen Teil aus älteren Männern und jungen unerfahrenen Rekruten. Angesichts der Lage befahl Generalleutnant Forrest die Evakuierung. Der Südstaatengeneral Richard Taylor konnte so noch die Stadt verlassen.
Wilson hatte seine Truppen in drei Verbände aufgeteilt. Am Nachmittag des 2. April führten Südstaatentruppen einen Überfall auf die Versorgungseinheiten eines der Verbände durch. Ziel war es das Vorrücken der Unionstruppen zu behindern. Stattdessen setzte die Einheit zum Frontalangriff auf die Befestigungen an. Hierdurch wurde der Generalangriff verfrüht ausgelöst. Nach etwa einer halben Stunde Nahkampf waren die äußeren Befestigungen durchbrochen. Nathan Bedford Forrest konnte versprengte konföderierte Truppen versammeln und sich in den inneren Verteidigungsring zurückziehen. Diese Verteidigungslinie wurde durch Reiterangriffe der Union aber auch bald durchbrochen.
Forrest hatte befohlen, ein Lager mit 25.000 Ballen Baumwolle anzuzünden. Im Schutze des so entstandenen Qualms flohen er und zahlreiche Konföderierte aus der Stadt, viele Südstaatler versuchten auch durch Schwimmen durch den Alabama River zu entkommen. 2700 Soldaten der Südstaaten gerieten in Gefangenschaft, etwa 30 Feldgeschütze wurden durch die Nordstaaten erbeutet. Genaue Zahlen der konföderierten Verluste sind nicht bekannt, da das Verwaltungswesen der Konföderierten nur noch ungenau arbeitete. Die Union verzeichnete 359 Tote.
Nach der Einnahme der Stadt setzte General Wilson zur vollständigen Vernichtung der Industrie Selmas und der Rüstungslager an. Es kam zu vereinzelten Plünderungen, die aber bald unterbunden wurden. Schließlich wurde die Stadt in Brand gesteckt. Selma blieb bis zum baldigen Kriegsende in der Hand der Union.